# Live EP (Live at Fashion Rocks)
Albums de Arcade Fire et David Bowie
Funeral
(2004) Neon Bible
(2007)
Live EP (Live at Fashion Rocks) est un EP live enregistré en 2005 par Arcade Fire et David Bowie. Il est issu d'une performance commune le 8 septembre au Radio City Music Hall de New York, durant la soirée Fashion Rocks (en).

## Histoire
En juin 2004, David Bowie doit interrompre prématurément sa tournée mondiale A Reality Tour en raison de problèmes cardiaques. Il se fait discret durant l'année qui suit. L'une de ses quelques apparitions publiques a lieu le 11 novembre 2004, lorsqu'il assiste au concert que donne le groupe Arcade Fire au Bowery Ballroom. Bowie aime beaucoup Arcade Fire et proclame sur les forums de son site officiel que leur album Funeral est le meilleur disque de l'année 2005.
La soirée Fashion Rocks (en) qui prend place le 8 septembre 2005 au Radio City Music Hall de New York marque le retour de Bowie sur scène. Il interprète trois chansons à cette occasion, les deux premières issues de son répertoire et la troisième de celui d'Arcade Fire. Pour la première, Life on Mars?, il n'est accompagné que du pianiste Mike Garson. Arcade Fire le rejoint ensuite pour Five Years et Wake Up, qu'il chante en duo avec Win Butler.
Tous les bénéfices recueillis lors du Fashion Rocks sont reversés à l'aide pour les victimes de l'ouragan Katrina. C'est également le cas pour les trois chansons de Bowie lorsqu'elles sont proposées en téléchargement sur iTunes Store au mois de novembre.

## Titres
| 1. | Life on Mars? | David Bowie | 4:54 |
| 2. | Five Years    | David Bowie | 3:46 |
| 3. | Wake Up       | Arcade Fire | 5:43 |